# Joaquín Cociña
Joaquín Cociña (* 18. März 1980 in Conceptión) ist ein chilenischer Illustrator, Bühnenbilddesigner und Filmemacher.

## Leben
Der 1980 in Conceptión geborene Joaquín Cociña studierte Design und Kunst an der Pontificia Universidad Católica de Chile und ist als Autor, Illustrator und Bühnenbilddesigner im Theaterbereich aktiv.

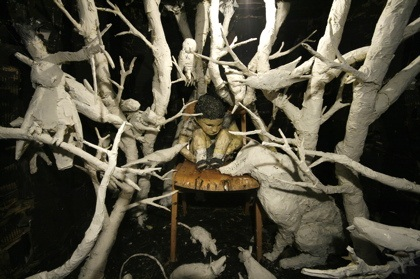
Joaquín Cociña studierte, wie auch Cristóbal León, an der der Pontificia Universidad Católica de Chile Kunst und Design. Hier eines ihrer gemeinsamen Projekte

Im Jahr 2007 gründete er zusammen mit Cristóbal León und Niles Atallah in Santiago die Produktionsfirma Diluvio. Seither arbeiten Cociña und León, der ebenfalls an der Universidad Católica studierte, zusammen. Zunächst realisierten sie gemeinsam Kurzfilme wie Lucía und Luis, die mehrere internationale Preise gewonnen haben. Im Jahr 2011 produzierten Cociña und León die Kurzfilme El arca, El templo und Padre. Madre., alle mit Figuren aus Pappmaché. Außerdem produzierten sie experimentelle Videoclips für Sängerinnen wie Camila Moreno.
Ihren Horror-Stop-Motion-Animationsfilm La casa lobo stellten sie  im Februar 2018 bei den Filmfestspielen Berlin vor. Es handelt sich dabei um Cociñas und Leóns ersten abendfüllenden Film. La casa lobo komplettiert eine Filmtrilogie, die mit Lucía und Luis begonnen wurde und Kindheitsängste und Horrorelemente in Kindermärchen erforscht. Zudem greift der Film ihr Verhältnis zur Diktatur auf. Ihr nächster gemeinsamer Langfilm Los hiperbóreos soll im Mai 2024 bei den Internationalen Filmfestspielen in Cannes seine Premiere feiern, wo er in der Quinzaine des cíneastes gezeigt wird.

## Filmografie
- 2007: Lucía (Kurzfilm)
- 2008: Luis (Kurzfilm)
- 2008: Nocturno de Chile (Kurzfilm)
- 2010: Weathervane (Kurzfilm)
- 2011: Padre. Madre. (Kurzfilm)
- 2011: El arca (Kurzfilm)
- 2012: La bruja y el amante (Kurzfilm)
- 2013: Los Andes (Kurzfilm)
- 2018: La casa lobo
- 2021: The Bones (Los huesos) (Kurzfilm)
- 2024: Los hiperbóreos

## Auszeichnungen (Auswahl)
Festival d’Animation Annecy
- 2018: Auszeichnung – Jury Distinction	Bester Spielfilm (La casa lobo)

Festival Internacional de Cine de San Sebastián
- 2018: Nominierung in der Sektion Zabaltegi-Tabakalera (La casa lobo)

Internationale Filmfestspiele Berlin
- 2018: Auszeichnung mit dem Caligari Filmpreis (La casa lobo)

Mar del Plata Film Festival
- 2018: Nominierung als Bester lateinamerikanischer Film (La casa lobo)

Sitges Film Festival
- 2021: Auszeichnung  mit dem Critics’ Award for Best Official Selection Short Film (Los huesos)[4]